# 닥신칼리 사원

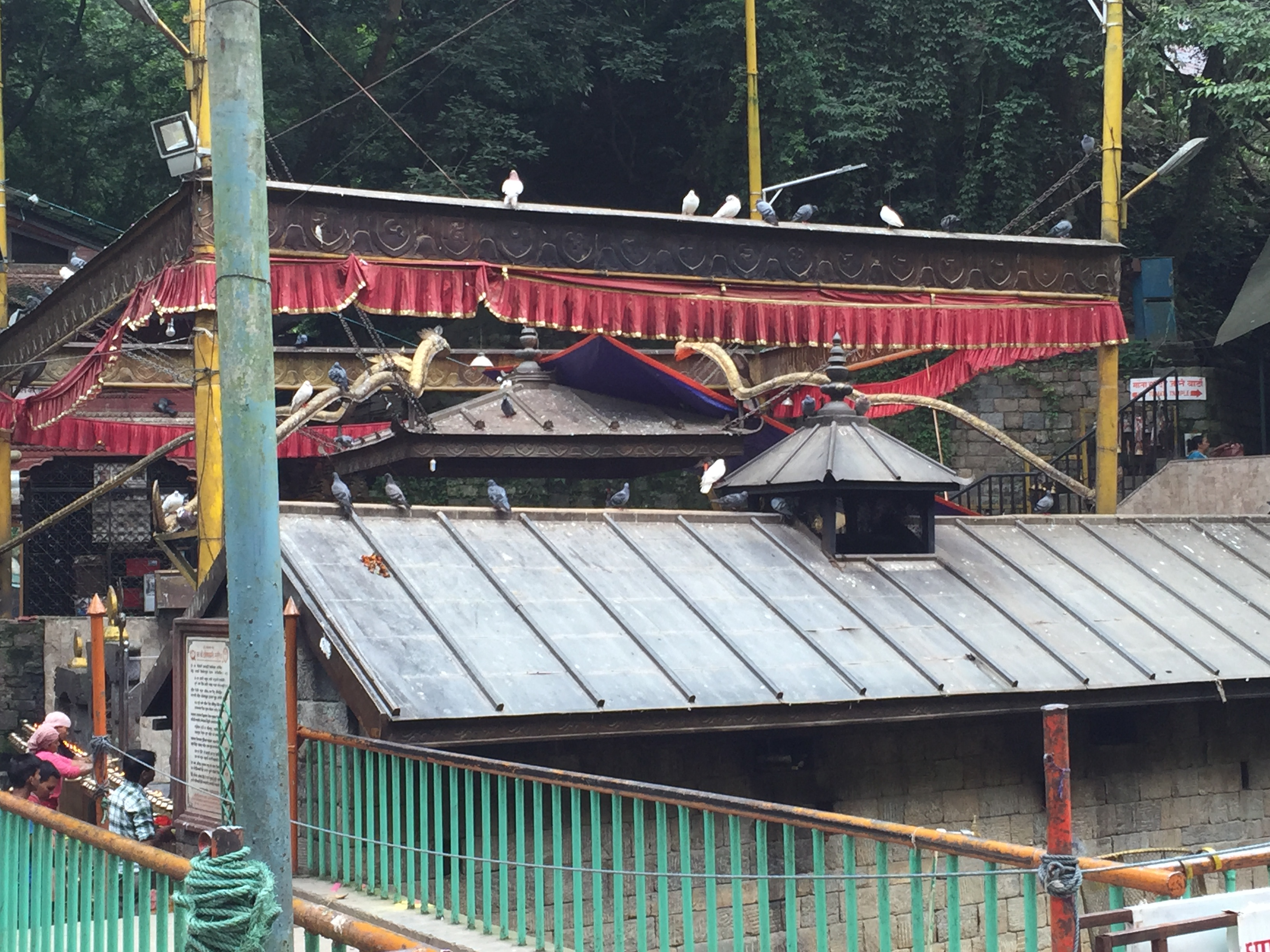

닥신칼리 사원(Dakshinkali Temple)은 힌두교의 여신인 칼리를 모셔놓은 사원이다. 칼리(검다는 의미)는 시바의 비신(妃神)으로 살상을 하거나 피를 좋아하는 암흑의 신이다. 이곳에서는 매주 화요일과 토요일 오전중 카트만두 부근의 힌두교도들이 여신에게 제물로 바칠 염소와 닭을 가져와 목을 자른다. 이것은 제물로 바쳐진 동물들이 내세에는 좀더 높은 위치의 동물로 다시 태어나게 된다는 미신을 상징한다.

## 같이 보기
- 파슈파티나트 사원